# Demócratas (Chile)
El Partido Demócratas Chile o Demócratas (D) es un partido político chileno que se sitúa en la centroderecha del espectro político.
Fue fundado el 2 de noviembre del 2022 por exmilitantes del Partido Demócrata Cristiano, Partido por la Democracia y el Partido Radical, siendo legalizado el 28 de julio del año 2023.El colectivo es presidido por la senadora por la Región del Maule y exmilitante democristiana, Ximena Rincón.
Adherente del ideario de la Concertación,Demócratas surge tras el rechazo a la propuesta de la Convención Constitucional (2022).

## Historia

### Plebiscito de salida
La agrupación surgió durante la campaña por el plebiscito de salida del 4 de septiembre del año 2022. Algunos militantes del Partido Demócrata Cristiano, del Partido por la Democracia, y del Partido Radical,  se inclinaron por la opción «Rechazo», y a pesar de que sus colectividades políticas habían tomado originalmente de la decisión institucional de sumarse a la campaña por el «Apruebo» a la propuesta de la Convención Constitucional. Los integrantes de estos colectivos conformaron un movimiento político denominado como Centroizquierda por el Rechazo.
Algunas figuras de este bloque enfrentaron procesos disciplinarios desde sus propios partidos. Los senadores Ximena Rincón y Matías Walker fueron denunciados ante el Tribunal Supremo de la Democracia Cristiana, y en base a acusaciónes de "intentos de derechizar el partido". Una situación similar vivió el excandidato presidencial del PR, Carlos Maldonado Curti, cuya militancia en el partido fue suspendida.
Tras el triunfo del «Rechazo», las agrupaciones de centroizquierda que respaldaron esta opción buscaron unirse en una nueva alternativa, en medio de renuncias a sus respectivos partidos. Maldonado abandonó el PR el 12 de septiembre, mientras que los senadores Rincón y Walker dejaron la DC el 27 de octubre.

### Formación del partido
El 2 de noviembre, luego que los senadores Rincón y Walker renunciaran a la DC, un grupo de exmilitantes de partidos de centroizquierda anunciaron la conformación de un nuevo colectivo denominado como Demócratas.
Sus integrates definieron al grupo como "un partido democrático, humanista, pluralista, regionalista y no confesional", que buscaría ocupar el espacio de centro dejado tras el fin de la Concertación. También señalaron que no tendrían vetos a la hora de definir alianzas con nuevas fuerzas políticas, estableciendo que no serían "ni de oficialismo ni oposición" al gobierno del presidente Gabriel Boric.
Entre los fundadores del partido aparecieron el exdiputado PPD Jorge Tarud, el exconvencional constituyente Miguel Ángel Botto (ex-INN); el concejal de Pudahuel, Patricio Cisternas; la concejala de Renca, Camila Avilés; y la exdirectora del Servicio Nacional de Menores (Sename), Marcela Labraña.
El 4 de noviembre la directiva provisional de Demócratas llegó hasta el Servicio Electoral para iniciar los trámites de formación como partido político. El 21 de noviembre se publicó su escritura de constitución como colectividad en formación.

### Trayectoria parlamentaria
En enero de 2023 se confirmó la incorporación a la colectividad de los diputados Érika Olivera, Joanna Pérez, Jorge Saffirio y Miguel Ángel Calisto, además del exconvencional Fuad Chahín y el ex subsecretario de Justicia, Marcelo Albornoz. Con la llegada de los diputados —que previamente habían sido parte del grupo parlamentario Centro Democrático Unido (CDU)— Demócratas logró tener representación en la Cámara Baja.
En marzo de 2023, los senadores Ximena Rincón y Matías Walker se unieron al comité del partido Evópoli en el Senado.Más adelante, en el Plebiscito constitucional de Chile de 2023, Demócratas apoyó a la opción «A Favor», la que estuvo apoyada por los partidos de derecha Renovación Nacional, Evópoli, Unión Demócrata Independiente y el Partido Republicano, partido de extrema derecha.
En enero de 2024 se confirmó la incorporación a la colectividad de los diputados Víctor Pino Fuentes y Yovana Ahumada, consiguiendo una bancada de seis diputados.
En marzo de 2024, Rincón y Walker, en alianza a la derecha, rompieron un acuerdo político establecido años atrás, donde para el año 2024, la presidencia de la Cámara Alta le debía corresponder al Partido por la Democracia (PPD). Dicho partido, sin embargo, propuso de última hora a Pedro Araya como presidente, por lo que el partido de derecha Renovación Nacional propuso a José García Ruminot para la presidencia, lo cual fue apoyado por Demócratas. De ese modo, Walker logró ser designado y electo como vicepresidente en dicha cámara.

## Ideología
En 2022, el partido se autoidentificó con «una cercanía ideológica a la tradición de la socialdemocracia, [...] un colectivo que busca mostrarse como el heredero de la Concertación», buscando colocarse dentro del espectro que la Concertación de Partidos por la Democracia dejó posterior a su disolución en 2013 y reconociendo la labor de los gobiernos de la extinta coalición política. Esta declaración coincide con la de Amarillos por Chile, partido creado en febrero de 2022, unos meses antes que Demócratas. De igual forma, la agrupación se autodescribió como un colectivo «democrático, humanista, pluralista, regionalista y no confesional», presentándose a palabras del propio partido político como «una alternativa de centro reformista alejada de los extremos».
Respecto a su posición en el espectro político, se han autoidentificado como de centro y centroizquierda, aunque uno de sus cofundadores, Matías Walker, ha declarado que «también hay gente independiente [que conforma el partido] que viene de la centroderecha política». En la práctica, sin embargo, el partido oscila entre la centroderecha y la derecha. Uno de los hechos que puso en evidencia esto fue la disposición de los dirigentes del partido a formar un bloque con el Partido Republicano, partido de extrema derecha.
Hechos como el anteriormente mencionado han generado que dirigentes como Fuad Chahín hayan renunciado al partido, declarando que «yo no me fui de la DC para estar en un partido (...) que sea el vagón de cola de la derecha», todo ello en el contexto del apoyo de Demócratas a Francisco Orrego, candidato derechista (RN) a Gobernador de la Región Metropolitana de Santiago para la segunda vuelta en las elecciones de gobernadores que disputaba el cargo con el independiente de centro Claudio Orrego. Asimismo, en agosto de 2024, también se reveló que Roberto Francesconi Riquelme, uno de sus candidatos a Core para las elecciones regionales de ese mismo año había pertenecido a movimientos pinochetistas.

## Relaciones internacionales
Demócratas fue invitado junto a Amarillos por Chile y Renovación Nacional (RN) a un encuentro organizado por la Fundación Konrad Adenauer, que se programó para el 13 de enero de 2024 en Berlín.
La fundación alemana, que está vinculada a la Unión Demócrata Cristiana (CDU), de conocida posición centroderechista, excluyó del evento al Partido Demócrata Cristiano chileno (DC) acusando un supuesto alejamiento del «centro político».

## Directiva
Demócratas presentó una directiva provisional para su proceso de formación como partido político, la que se encuentra compuesta de la siguiente manera:
- Presidenta: Ximena Rincón.
- Secretario general: Carlos Maldonado.
- Tesorero: Marcelo Urrutia.
- Vicepresidentes: Matías Walker, Marcela Labraña, Carolina Latorre, Jorge Tarud, Gabriel Alemparte, Camila Avilés, Joris Carvajal, Victor Hugo Saavedra.
- Subsecretaría: Ana María Silva, Luis Jerez.
- Subsecretaría de Pueblos Originarios: Manuel Garrido.
- Subsecretaría de la Diversidad: Alexander Aránguiz.

## Autoridades

#### Diputados
Demócratas tiene cinco diputados, de los cuales tres fueron elegidos por el Partido Demócrata Cristiano (PDC), uno por el Partido de la Gente (PDG) y una por Renovación Nacional (RN) en las elecciones parlamentarias de 2021:
| Diputado                                             | Región                                    | Distrito |
| ---------------------------------------------------- | ----------------------------------------- | -------- |
| Víctor Pino Fuentes (Electo en cupo del PDG)         | Coquimbo                                  | 5        |
| Érika Olivera de la Fuente (Electa en cupo de RN)    | Metropolitana                             | 9        |
| Joanna Pérez Olea (Electa en cupo del PDC)           | Biobío                                    | 21       |
| Jorge Saffirio Espinoza (Electo en cupo del PDC)     | La Araucanía                              | 22       |
| Miguel Ángel Calisto Águila (Electo en cupo del PDC) | Aysén del General Carlos Ibáñez del Campo | 27       |

### Senadores
Actualmente, el partido tiene dos senadores:
| Senador                                         | Circunscripción                         | Período   |
| ----------------------------------------------- | --------------------------------------- | --------- |
| Matías Walker Prieto (Electo en cupo del PDC)   | Circunscripción IV (Región de Coquimbo) | 2022-2030 |
| Ximena Rincón González (Electa en cupo del PDC) | Circunscripción IX (Región del Maule)   | 2018-2026 |

### Consejeros regionales
Actualmente, el partido tiene cinco consejeros regionales:
| Consejero Regional        | Circunscripción                   | Período   |
| ------------------------- | --------------------------------- | --------- |
| Marcela Carrillo Vargas   | El Loa (Región de Antofagasta)    | 2022-2025 |
| Francisco Martínez Rivera | Elqui (Región de Coquimbo)        | 2022-2025 |
| Brenda Rivera Matamala    | Arauco (Región del Biobío)        | 2022-2025 |
| Alberto Jarpa Leiva       | Diguillín (Región de Ñuble)       | 2022-2025 |
| Leonardo Astete Melivilú  | Cautín I (Región de La Araucanía) | 2022-2025 |

### Concejales
Demócratas tiene quince concejales, quienes fueron elegidos en las elecciones municipales de 2021:
| Nombre                      | Comuna            | Región        |
| --------------------------- | ----------------- | ------------- |
| Mauricio Campillay Díaz     | Sierra Gorda      | Antofagasta   |
| Cesar Rojas Flores          | Calama            | Antofagasta   |
| Joaquín Rojas Zepeda        | Andacollo (Chile) | Coquimbo      |
| Patricio Cisternas Monreal  | Pudahuel          | Metropolitana |
| Camila Avilés Barraza       | Renca             | Metropolitana |
| Carolina Mena Muñoz         | Lo Espejo         | Metropolitana |
| Silvana Flores Cruz         | Recoleta          | Metropolitana |
| Víctor Saavedra Benavides   | Licantén          | Maule         |
| Michael Esparza Figueroa    | Cabrero           | Biobío        |
| Mauricio Ruiz Hermosilla    | Yumbel            | Biobío        |
| Eduardo Velásquez Lagos     | Los Ángeles       | Biobío        |
| Luz González Contreras      | Mulchén           | Biobío        |
| Gustavo Salgado Ormeño      | Los Álamos        | Biobío        |
| Juan Luis Añazco Barrientos | Puerto Octay      | Los Lagos     |
| Marco Vargas Arteaga        | San Gregorio      | Magallanes    |

## Resultados electorales

### Elecciones municipales
|  | 0,61 % |

|  | 3,22 % |

### Elecciones de gobernadores
| Elección | Votos   | % de votos      | Escaños |
| -------- | ------- | --------------- | ------- |
| 2024     | 138 590 | \| \| 1,28 % \| | 0/16    |
|          | 1,28 %  |                 |         |

### Elecciones de consejeros regionales
| Elección | Votos   | % de votos      | Escaños |
| -------- | ------- | --------------- | ------- |
| 2024     | 247 808 | \| \| 2,55 % \| | 6/302   |
|          | 2,55 %  |                 |         |